# LA 92 (filme)
LA 92 é um filme-documentário estadunidense de 2017 dirigido e escrito por Daniel Lindsay e T. J. Martin, que narra os distúrbios de Los Angeles em 1992. Distribuído pela National Geographic, teve sua primeira aparição no Festival de Cinema de Tribeca em 21 de abril e venceu o Emmy do Primetime na categoria de melhor documentário.